# Suarius caviceps
Suarius caviceps is een insect uit de familie van de gaasvliegen (Chrysopidae), die tot de orde netvleugeligen (Neuroptera) behoort. 
Suarius caviceps is voor het eerst wetenschappelijk beschreven door McLachlan in 1898.